# Pierwiastek kwadratowy z 3
Pierwiastek kwadratowy z 3 (w skrócie: pierwiastek z 3) – dodatnia liczba rzeczywista, której kwadrat jest równy liczbie 3. Przykład liczby algebraicznej stopnia 2, co oznacza, że jest to liczba niewymierna.
Nazywa się go również stałą Teodora, od Teodora z Cyreny. Oznaczany jest symbolem {\displaystyle {\sqrt {3}}.}
Jego wartość można wyrazić jako ułamek łańcuchowy [1; 1, 2, 1, 2, 1, 2, ...] (ciąg  A040001 w OEIS). Pierwsze sześćdziesiąt cyfr znaczących jego dziesiętnej reprezentacji to:
1,73205 08075 68877 29352 74463 41505 87236 69428 05253 81038 06280 5580... (ciąg  A002194 w OEIS)
Liczba przybliżona 1,732 określa jego wartość z dokładnością 0,01%. Wartość zbliżoną do {\displaystyle {\sqrt {3}}} ma liczba wymierna {\displaystyle {\tfrac {97}{56}},} której rozwinięcie dziesiętne wynosi 1,7321 42857....

## Geometria
Wartość {\displaystyle {\sqrt {3}}} mają niektóre wymiary figur geometrycznych, np.:
- wysokość trójkąta równobocznego o boku 2,
- odległość między równoległymi bokami sześciokąta foremnego o boku 1,
- długość przekątnej sześcianu o krawędzi 1,
- stosunek długości cięciw leżących na osiach symetrii krzywej Vesica piscis.

Przekątna sześcianu o krawędzi 1
Pierwiastek kwadratowy z 3 jest równy odległości równoległych boków w sześciokącie foremnym z bokami o długości 1

## Literatura
- M.F. Jones, „22900D approximations to the square roots of the primes less than 100”, Math. Comp 22 (1968): 234 – 235.
- H.S. Uhler, Approximations Exceeding 1300 Decimals for √3, 1/√3, sin (π/3) and Distribution of Digits in Them, „Proceedings of the National Academy of Sciences of the United States of America”, 37 (7), 1951, s. 443–447, DOI: 10.1073/pnas.37.7.443, PMID: 16578382, PMCID: PMC1063398 [dostęp 2021-03-29].
- Wells, D. The Penguin Dictionary of Curious and Interesting Numbers Revised Edition. London: Penguin Group. (1997): 23